# アニク山
アニク山（アニクさん、ロシア語: гора Аник）は、シホテアリニ山脈に属するロシア連邦沿海地方の最高峰である。山頂は沿海地方とハバロフスク地方の境界線上に位置する。標高1,933m。